# Olha Kołkowa
Olha Ołeksijiwna Kołkowa, po mężu Bajtaluk (ukr. Ольга Олексіївна Колкова, później Байталюк; ros. Ольга Алексеевна Колкова, Байталюк, Olga Aleksiejewna Kołkowa (Bajtaluk); ur. 29 maja 1955 w Szumilinie) – radziecka wioślarka narodowości ukraińskiej, srebrna medalistka olimpijska z Montrealu (1976).
W 1976 roku wystąpiła na igrzyskach olimpijskich w Montrealu, podczas których wzięła udział w jednej konkurencji – rywalizacji ósemek. Reprezentantki Związku Radzieckiego (w składzie: Lubow Tałałajewa, Nadieżda Roszczina, Klavdija Koženkova, Ołena Zubko, Olha Kołkowa, Nelli Tarakanowa, Nadija Rozhon, Olha Huzenko i Olha Puhowśka) zdobyły w tej konkurencji srebrny medal olimpijski, uzyskując w finale czas 3:36,17 i przegrywając jedynie z osadą z Niemieckiej Republiki Demokratycznej. W pierwszej rundzie uzyskały rezultat 3:00,19, dzięki czemu poprawiły ówczesny rekord olimpijski.
W 1976 roku została mistrzynią ZSRR w ósemkach. Za osiągnięcia sportowe wyróżniona została tytułem Mistrza Sportu ZSRR klasy międzynarodowej.